# ドンバス・アリーナ
ドンバス・アリーナ(ウクライナ語: Донба́с Аре́на, Donbass Arena [donˈbɑs ɑˈrɛnɑ], ロシア語: Донба́сc Аре́на, Donbas Arena)は、ウクライナ・ドンバス地方ドネツィクに位置する球技場。2009-10シーズンからFCシャフタール・ドネツクの本拠スタジアムとなっていたが、2014年ウクライナ内戦の影響でアリーナ・リヴィウに本拠地を移した。その後2017年よりメタリスト・スタジアムに再移転した。

## 概要

ドンバス・アリーナ外観（2014年4月）

設計は、シティ・オブ・マンチェスター・スタジアムやアリアンツ・アレーナ、北京国家体育場などの設計で有名なアラップである。2009年竣工時のこけら落しは、ビヨンセの「I Am… Tour」、サッカーでは9月27日のFCオボロン・キエフ戦であった。
2012年6月、ユーロ2012の試合会場の一つとして利用された。
2014年8月23日、ウクライナ軍と親ロシア派の衝突で、市街地が戦場化。市内の中心部にある同スタジアムも爆破の被害に合った。シャフタールの公式サイトでは動画を公開し、爆破で天井が落下、至る所で銃痕のような跡がある被害の様子が映し出されている。
そのすぐ1か月後の9月19日にも2度の爆発が確認され、スタジアムにも被害が及んだとシャフタールが声明を発表した。
2015年夏にはウクライナ軍とドネツク人民共和国との衝突で本スタジアムでも被害が受けた。